# 岐阜市立第二看護専門学校
岐阜市立第二看護専門学校（ぎふしりつだいにかんごせんもんがっこう）は、かつて存在した岐阜県岐阜市が運営する公営の専修学校。

## 概要
同じ岐阜市が運営する岐阜市立看護専門学校とは異なり、准看護師免許取得（取得見込み）者が看護師になる為の専門学校である。
2015年（平成27年）廃校。岐阜市医師会が継承し、岐阜市医師会看護学校となる。

## 構成学科
- 看護科（昼間定時制：3年課程）

## 所在地
- 岐阜県岐阜市青柳町5丁目3番地

## 略歴
- 1975年（昭和50年）4月1日 - 岐阜市立第二高等看護学院として開校。
- 1980年（昭和55年）4月1日 - 岐阜市立第二看護専門学校に改称。
- 2015年（平成27年）3月 - 廃校。

## 交通機関
- 岐阜バス「西野町」バス停。